# Fokino (Krai do Litoral)
Fokino (em russo:  Фокино) é uma cidade fechada no Krai do Litoral, Rússia, situada na costa do Golfo de Pedro, O Grande, entre as cidades de Vladivostok e Nakhodka.

## Geografia
A cidade fica na baía de Abrek, 45 km ao sul de Vladivostok. As comunidades de Dunay (12 km a sudoeste de Fokino) e Putyatin (14 km ao sul de Fokino, localizada na ilha de Putyatin) também são considerados partes administrativas da cidade.

## História
A vila de Promyslovka foi fundada no atual sítio on se encontra Fokino em 1891. A comunidade de Dunay, perto do mar, foi fundada em 1907 por colonizadores vindos da Europa Centrale a nomearem como Danube (russo: Дунай)
Promyslovka se tornou um assentamento de tipo urbano em 1958, assim como a vila naval de Tikhookeansky (nomeado com o nome russo do Oceano Pacífico) em 1963. As cidades cresceram juntas e dado o status de cidade em 4 de Outubro de 1980. Entretanto, devido ao seu status como base para a Frota Russa do Pacífico, a cidade foi listada como uma cidade fechada e referida oficialmente sob o código Shkotovo-17. As comunidades em volta de Fokino também ganharam códigos ( Dunay tornou Shkotovo-22 e Putyatin Shkotovo-26). Desde 1994, o nome Fokino vem sido usado oficialmente como nome da cidade.

## Turismo
Fokino é uma cidade fechado pois há frota naval Russa como base. Estrangeiros devem ter permissão especial para poder entrar na cidade. Entretanto, as ilhas de Putyatin e Askold, parte administrativa de Fokino, são abertas para a visitas de turistas. Aproximadamente 2.000 turistas visitam Putyatin todo ano. Os turistas são atraídos pela fauna e flora excêntrica que a ilha possui nas águas que cortam a ilha e também pela paisagem submarina. A ilha de Putyatin é habitada por 2.400 habitantes. Onde seus habitantes vivem do processamento de produtos do mar.
Não há nenhuma população permanente em Askold. É raramente visitada por turistas por causa da falta de estradas que liguem a ilha ao continente, e o status de ilha que até 1995 fazia parte da reserva, onde nenhuma atividade econômica era permitida. Há depósitos de ouro estimados em dezenas de toneladas em Askold